# Ghost of Tom Joad Tour
Die Ghost of Tom Joad Tour war eine weltweite Konzerttournee des US-amerikanischen Singer-Songwriters Bruce Springsteen, mit der der Musiker sein 1995 veröffentlichtes und rein akustisch gehaltenes Album The Ghost of Tom Joad vorstellte. Es war Springsteens erste Welttournee, bei der er die Konzerte vollständig allein ohne Begleitband bestritt.

## Hintergrund
Springsteen begann seine Ghost of Tom Joad Tour am 21. November 1995 in Red Bank in seinem Heimat-Bundesstaat New Jersey und beendete sie nach gut eineinhalb Jahren am 26. Mai 1997 in Paris. Die Tournee beinhaltete insgesamt 128 Auftritte in Nordamerika und Europa, sowie erstmals seit Jahren wieder in Japan und Australien, wo er 1985 zum letzten Mal aufgetreten war.
Die Tournee markierte Springsteens erste vollständige Solo-Tournee, da er die Konzerte im Alleingang und nur begleitet von seiner Akustikgitarre und Mundharmonika absolvierte. Springsteen reiste nur mit einem Instrumententechniker und einem Tontechniker. Die Konzerte fanden zudem in kleineren Hallen und Theatern statt, um der intimeren Atmosphäre des Albums The Ghost of Tom Joad gerecht zu werden und waren somit eine deutliche Abkehr von den energiegeladenen Shows mit der E Street Band, für die Springsteen bis dahin berühmt geworden war. Die Lieder auf The Ghost of Tom Joad waren ruhig, düster und melancholisch, und Springsteen präsentierte sie bei den Konzerten auch so. Auch ältere Stücke aus Springsteens Katalog wie Born in the U.S.A. wurden in sehr unterschiedlichen und reduzierten Neuarrangements präsentiert. Konzertplakate und Eintrittskarten versuchten diese Neuorientierung deutlich zu machen, weswegen auf ihnen der Hinweis „Solo Acoustic Tour“ aufgedruckt war, um Springsteens Publikum eine klare Vorstellung davon zu geben, was es zu erwarten hatte.
In Kontrast zu den schwermütigeren Liedern des neuen Albums lockerte Springsteen bei einigen der späteren Shows der Tour die Stimmung durch Ansagen mit einer fast komödiantischen Note jedoch ein wenig auf.

## Liveaufnahmen
Mehrere vollständige Konzertaufnahmen der Tour wurden im Laufe der Jahre als Teil der Bruce Springsteen Archives veröffentlicht:
- King’s Hall, Belfast, Ireland, 19/03/1996: veröffentlicht am 1. September 2017.
- Saint Rose of Lima School Gym, Freehold, New Jersey, USA, 11/08/1996: veröffentlicht am 4. Mai 2018.
- Paramount Theater, Asbury Park, New Jersey, USA, 11/24/1996: veröffentlicht am 1. November 2019.
- Palais des Congrès Acropolis, Nice, France, 18/05/1997: veröffentlicht am 5. Februar 2021.
- Tower Theater, Pennsylvania, USA, 12/9/1995: veröffentlicht am 4. Februar 2022.
- EJ Thomas Performing Arts Hall, Akron, Ohio, USA, 25/09/1996: veröffentlicht am 2. Februar 2024.

## Setlist
Die typische Konzert-Setlist konzentrierte sich auf Stücke aus dem aktuellen Album The Ghost of Tom Joad, und zwar speziell auf die Lieder Youngstown, Sinaloa Cowboys, The Line, Balboa Park, The New Timer und Across the Border, doch im Laufe der Tournee deckte Springsteen einen Großteil seines Repertoires ab und spielte auch eine Reihe seiner älteren Lieder. Hinzu kamen Lieder anderer Künstler, darunter auch einige Coverversionen von Woody Guthrie.

### Beispiel-Setlist
Dies ist die Setlist der beiden Auftritte in Upper Darby am 8. und 9. Dezember 1995. Sie ist nicht repräsentativ für alle Shows der Tournee:
- The Ghost of Tom Joad
- Adam Raised a Cain
- Straight Time
- Highway 29
- Darkness on the Edge of Town
- Murder Incorporated
- Mansion on the Hill
- It’s the Little Things
- Born in the U.S.A.
- Dry Lightning
- Spare Parts
- Youngstown
- Sinaloa Cowboys
- The Line
- Balboa Park
- The New Timer
- Across the Border
- Blinded by the Light
- This Hard Land
- Streets of Philadelphia
- Galveston Bay
- My Best Was Never Good Enough

## Tourdaten
| Nr.                  | Datum               | Stadt               | Land                | Veranstaltungsort                   |
| Leg 1 – Nordamerika  | Leg 1 – Nordamerika | Leg 1 – Nordamerika | Leg 1 – Nordamerika | Leg 1 – Nordamerika                 |
| -------------------- | ------------------- | ------------------- | ------------------- | ----------------------------------- |
| 1                    | 22. November 1995   | Red Bank            | Vereinigte Staaten  | Count Basie Theatre                 |
| 2                    | 26. November 1995   | Los Angeles         | Vereinigte Staaten  | Wiltern Theatre                     |
| 3                    | 27. November 1995   | Los Angeles         | Vereinigte Staaten  | Wiltern Theatre                     |
| 4                    | 29. November 1995   | Berkeley            | Vereinigte Staaten  | Community Theatre                   |
| 5                    | 30. November 1995   | Berkeley            | Vereinigte Staaten  | Community Theatre                   |
| 6                    | 3. Dezember 1995    | Rosemont            | Vereinigte Staaten  | Rosemont Theatre                    |
| 7                    | 5. Dezember 1995    | Washington, D.C.    | Vereinigte Staaten  | DAR Constitution Hall               |
| 8                    | 6. Dezember 1995    | Washington, D.C.    | Vereinigte Staaten  | DAR Constitution Hall               |
| 9                    | 8. Dezember 1995    | Upper Darby         | Vereinigte Staaten  | Tower Theatre                       |
| 10                   | 9. Dezember 1995    | Upper Darby         | Vereinigte Staaten  | Tower Theatre                       |
| 11                   | 12. Dezember 1995   | New York City       | Vereinigte Staaten  | Beacon Theatre                      |
| 12                   | 13. Dezember 1995   | New York City       | Vereinigte Staaten  | Beacon Theatre                      |
| 13                   | 15. Dezember 1995   | Boston              | Vereinigte Staaten  | Orpheum Theatre                     |
| 14                   | 16. Dezember 1995   | Boston              | Vereinigte Staaten  | Orpheum Theatre                     |
| 15                   | 17. Dezember 1995   | New York City       | Vereinigte Staaten  | Beacon Theatre                      |
| Leg 2 – Nordamerika  |                     |                     |                     |                                     |
| 16                   | 7. Januar 1996      | Montréal            | Kanada              | Salle Wilfrid-Pelletier             |
| 17                   | 8. Januar 1996      | Toronto             | Kanada              | Massey Hall                         |
| 18                   | 10. Januar 1996     | Detroit             | Vereinigte Staaten  | Fox Theatre                         |
| 19                   | 11. Januar 1996     | Detroit             | Vereinigte Staaten  | Fox Theatre                         |
| 20                   | 12. Januar 1996     | Youngstown          | Vereinigte Staaten  | Stambaugh Auditorium                |
| 21                   | 16. Januar 1996     | Cleveland           | Vereinigte Staaten  | Music Hall                          |
| 22                   | 17. Januar 1996     | Cleveland           | Vereinigte Staaten  | Music Hall                          |
| 23                   | 18. Januar 1996     | St. Louis           | Vereinigte Staaten  | Fox Theatre                         |
| 24                   | 22. Januar 1996     | New Orleans         | Vereinigte Staaten  | Saenger Theatre                     |
| 25                   | 23. Januar 1996     | Houston             | Vereinigte Staaten  | Jones Hall for the Performing Arts  |
| 26                   | 25. Januar 1996     | Austin              | Vereinigte Staaten  | Music Hall                          |
| 27                   | 26. Januar 1996     | Dallas              | Vereinigte Staaten  | Bronco Bowl                         |
| 28                   | 28. Januar 1996     | Atlanta             | Vereinigte Staaten  | Fox Theatre                         |
| Leg 3 – Europa       |                     |                     |                     |                                     |
| 29                   | 12. Februar 1996    | Frankfurt am Main   | Deutschland         | Alte Oper                           |
| 30                   | 14. Februar 1996    | Dresden             | Deutschland         | Kulturpalast                        |
| 31                   | 15. Februar 1996    | München             | Deutschland         | Rudi-Sedlmayer-Halle                |
| 32                   | 17. Februar 1996    | Hamburg             | Deutschland         | CCH                                 |
| 33                   | 18. Februar 1996    | Düsseldorf          | Deutschland         | Philipshalle                        |
| 34                   | 21. Februar 1996    | Paris               | Frankreich          | Le Zénith                           |
| 35                   | 22. Februar 1996    | Paris               | Frankreich          | Le Zénith                           |
| 36                   | 25. Februar 1996    | Rotterdam           | Niederlande         | De Doelen                           |
| 37                   | 26. Februar 1996    | Amsterdam           | Niederlande         | Koninklijk Theater Carré            |
| 38                   | 28. Februar 1996    | Manchester          | England             | Apollo Theatre                      |
| 39                   | 29. Februar 1996    | Birmingham          | England             | Symphony Hall                       |
| 40                   | 2. März 1996        | Newcastle upon Tyne | England             | City Hall                           |
| 41                   | 3. März 1996        | Edinburgh           | Schottland          | Playhouse Theatre                   |
| 42                   | 13. März 1996       | Stockholm           | Schweden            | Cirkus                              |
| 43                   | 14. März 1996       | Oslo                | Norwegen            | Spektrum                            |
| 44                   | 16. März 1996       | Frederiksberg       | Danemark            | Falkoner Teatret                    |
| 45                   | 19. März 1996       | Belfast             | Nordirland          | King’s Hall                         |
| 46                   | 20. März 1996       | Dublin              | Irland              | The Point Depot                     |
| 47                   | 10. April 1996      | Rom                 | Italien             | Sala Santa Cecilia                  |
| 48                   | 11. April 1996      | Mailand             | Italien             | Teatro Smeraldo                     |
| 49                   | 13. April 1996      | Genua               | Italien             | Teatro Carlo Felice                 |
| 50                   | 16. April 1996      | London              | England             | Royal Albert Hall                   |
| 51                   | 17. April 1996      | London              | England             | Royal Albert Hall                   |
| 52                   | 19. April 1996      | Berlin              | Deutschland         | ICC                                 |
| 53                   | 20. April 1996      | Antwerpen           | Belgien             | Koningin Elisabethzaal              |
| 54                   | 22. April 1996      | London              | England             | Royal Albert Hall                   |
| 55                   | 24. April 1996      | London              | England             | Brixton Academy                     |
| 56                   | 25. April 1996      | London              | England             | Brixton Academy                     |
| 57                   | 27. April 1996      | London              | England             | Royal Albert Hall                   |
| 58                   | 30. April 1996      | Straßburg           | Frankreich          | Palais de la Musique et des Congrès |
| 59                   | 1. Mai 1996         | Brüssel             | Belgien             | Palais des Beaux-Arts               |
| 60                   | 2. Mai 1996         | Zürich              | Schweiz             | Kongresshaus                        |
| 61                   | 6. Mai 1996         | Barcelona           | Spanien             | Teatre Tivoli                       |
| 62                   | 7. Mai 1996         | Barcelona           | Spanien             | Teatre Tivoli                       |
| 63                   | 8. Mai 1996         | Madrid              | Spanien             | Palacio Municipal de Congresos      |
| Leg 4 – Nordamerika  |                     |                     |                     |                                     |
| 64                   | 16. September 1996  | Pittsburgh          | Vereinigte Staaten  | Benedum Center                      |
| 65                   | 18. September 1996  | Wallingford         | Vereinigte Staaten  | SNET Oakdale Theatre                |
| 66                   | 19. September 1996  | Providence          | Vereinigte Staaten  | Performing Arts Center              |
| 67                   | 24. September 1996  | Kalamazoo           | Vereinigte Staaten  | Miller Auditorium                   |
| 68                   | 25. September 1996  | Akron               | Vereinigte Staaten  | E. J. Thomas Hall                   |
| 69                   | 26. September 1996  | Ann Arbor           | Vereinigte Staaten  | Hill Auditorium                     |
| 70                   | 1. Oktober 1996     | Normal              | Vereinigte Staaten  | Braden Auditorium                   |
| 71                   | 2. Oktober 1996     | Milwaukee           | Vereinigte Staaten  | Riverside Theatre                   |
| 72                   | 3. Oktober 1996     | Minneapolis         | Vereinigte Staaten  | Northrop Auditorium                 |
| 73                   | 15. Oktober 1996    | Salt Lake City      | Vereinigte Staaten  | Abravanel Hall                      |
| 74                   | 16. Oktober 1996    | Denver              | Vereinigte Staaten  | Paramount Theatre                   |
| 75                   | 17. Oktober 1996    | Denver              | Vereinigte Staaten  | Paramount Theatre                   |
| 76                   | 19. Oktober 1996    | Albuquerque         | Vereinigte Staaten  | Kiva Auditorium                     |
| 77                   | 21. Oktober 1996    | Tempe               | Vereinigte Staaten  | Grady Gammage Memorial Auditorium   |
| 78                   | 22. Oktober 1996    | San Diego           | Vereinigte Staaten  | Civic Theatre                       |
| 79                   | 23. Oktober 1996    | Fresno              | Vereinigte Staaten  | William Saroyan Theatre             |
| 80                   | 25. Oktober 1996    | Santa Barbara       | Vereinigte Staaten  | Arlington Theatre                   |
| 81                   | 26. Oktober 1996    | San Jose            | Vereinigte Staaten  | Event Center Arena                  |
| 82                   | 28. Oktober 1996    | Portland            | Vereinigte Staaten  | Arlene Schnitzer Concert Hall       |
| 83                   | 29. Oktober 1996    | Seattle             | Vereinigte Staaten  | Paramount Theatre                   |
| 84                   | 8. November 1996    | Freehold            | Vereinigte Staaten  | St. Rose of Lima School             |
| 85                   | 12. November 1996   | Buffalo             | Vereinigte Staaten  | Shea’s Performing Arts Center       |
| 86                   | 13. November 1996   | Syracuse            | Vereinigte Staaten  | Landmark Theatre                    |
| 87                   | 14. November 1996   | Lowell              | Vereinigte Staaten  | Memorial Auditorium                 |
| 88                   | 19. November 1996   | Memphis             | Vereinigte Staaten  | Ellis Auditorium                    |
| 89                   | 20. November 1996   | Louisville          | Vereinigte Staaten  | Palace Theatre                      |
| 90                   | 21. November 1996   | Indianapolis        | Vereinigte Staaten  | Murat Theatre                       |
| 91                   | 24. November 1996   | Asbury Park         | Vereinigte Staaten  | Paramount Theatre                   |
| 92                   | 25. November 1996   | Asbury Park         | Vereinigte Staaten  | Paramount Theatre                   |
| 93                   | 26. November 1996   | Asbury Park         | Vereinigte Staaten  | Paramount Theatre                   |
| 94                   | 2. Dezember 1996    | Sunrise             | Vereinigte Staaten  | Musical Theater                     |
| 95                   | 3. Dezember 1996    | Sunrise             | Vereinigte Staaten  | Musical Theater                     |
| 96                   | 5. Dezember 1996    | Columbia            | Vereinigte Staaten  | Township Auditorium                 |
| 97                   | 6. Dezember 1996    | Birmingham          | Vereinigte Staaten  | Birmingham-Jefferson Civic Center   |
| 98                   | 10. Dezember 1996   | Cincinnati          | Vereinigte Staaten  | Music Hall                          |
| 99                   | 11. Dezember 1996   | Columbus            | Vereinigte Staaten  | Veterans Memorial Auditorium        |
| 100                  | 12. Dezember 1996   | Nashville           | Vereinigte Staaten  | Ryman Auditorium                    |
| 101                  | 14. Dezember 1996   | Charlotte           | Vereinigte Staaten  | Ovens Auditorium                    |
| Leg 5 – Australasien |                     |                     |                     |                                     |
| 102                  | 27. Januar 1997     | Tokio               | Japan               | Tokyo International Forum           |
| 103                  | 29. Januar 1997     | Tokio               | Japan               | Tokyo International Forum           |
| 104                  | 30. Januar 1997     | Tokio               | Japan               | Tokyo International Forum           |
| 105                  | 31. Januar 1997     | Tokio               | Japan               | Tokyo International Forum           |
| 106                  | 4. Februar 1997     | Brisbane            | Australien          | Queensland Performing Arts Centre   |
| 107                  | 5. Februar 1997     | Brisbane            | Australien          | Queensland Performing Arts Centre   |
| 108                  | 7. Februar 1997     | Sydney              | Australien          | Capitol Theatre                     |
| 109                  | 8. Februar 1997     | Sydney              | Australien          | Capitol Theatre                     |
| 110                  | 10. Februar 1997    | Sydney              | Australien          | Capitol Theatre                     |
| 111                  | 11. Februar 1997    | Sydney              | Australien          | Capitol Theatre                     |
| 112                  | 12. Februar 1997    | Sydney              | Australien          | Capitol Theatre                     |
| 113                  | 15. Februar 1997    | Melbourne           | Australien          | Palais Theatre                      |
| 114                  | 16. Februar 1997    | Melbourne           | Australien          | Palais Theatre                      |
| 115                  | 17. Februar 1997    | Melbourne           | Australien          | Palais Theatre                      |
| Leg 6 – Europa       |                     |                     |                     |                                     |
| 116                  | 6. Mai 1997         | Wien                | Osterreich          | Austria Center Vienna               |
| 117                  | 7. Mai 1997         | Wien                | Osterreich          | Austria Center Vienna               |
| 118                  | 9. Mai 1997         | Warschau            | Polen               | Sala Kongresowa                     |
| 119                  | 10. Mai 1997        | Warschau            | Polen               | Sala Kongresowa                     |
| 120                  | 12. Mai 1997        | Prag                | Tschechien          | Kongresové centrum                  |
| 121                  | 15. Mai 1997        | Lyon                | Frankreich          | Auditorium Maurice-Ravel            |
| 122                  | 16. Mai 1997        | Montpellier         | Frankreich          | Opéra Berlioz                       |
| 123                  | 18. Mai 1997        | Nizza               | Frankreich          | Palais des Congrès Acropolis        |
| 124                  | 19. Mai 1997        | Toulon              | Frankreich          | Le Zénith Oméga                     |
| 125                  | 21. Mai 1997        | Florenz             | Italien             | Teatro Verdi                        |
| 126                  | 22. Mai 1997        | Neapel              | Italien             | Teatro Augusteo                     |
| 127                  | 25. Mai 1997        | Paris               | Frankreich          | Palais des Congrès                  |
| 128                  | 26. Mai 1997        | Paris               | Frankreich          | Palais des Congrès                  |